# Kople (jezioro na Pojezierzu Wałeckim)
Kople – jezioro w woj. zachodniopomorskim, w powiecie wałeckim, w gminie Mirosławiec, leżące na terenie Pojezierza Wałeckiego.

## Dane morfometryczne
Powierzchnia zwierciadła wody według różnych źródeł wynosi od 3,5 ha do 4,82 ha (lustra wody i ogólna).
Zwierciadło wody położone jest na wysokości 116,3 m n.p.m..

## Hydronimia
Według spisu opracowanego przez Komisję Nazw Miejscowości i Obiektów Fizjograficznych (KNMiOF) i danych z państwowego rejestru nazw geograficznych nazwa tego jeziora to Kople. W niektórych publikacjach jezioro to występuje pod nazwą Kopil wymiennie z Kople
Jezioro położone jest w pobliżu jeziora Drzewoszewskiego, z którym połączone jest przy pomocy cieków wodnych, których sieć łączy je także z mniejszymi zbiornikami wodnymi zlokalizowanymi w pobliżu wsi Jabłonowo.